# Tottenham Court Road

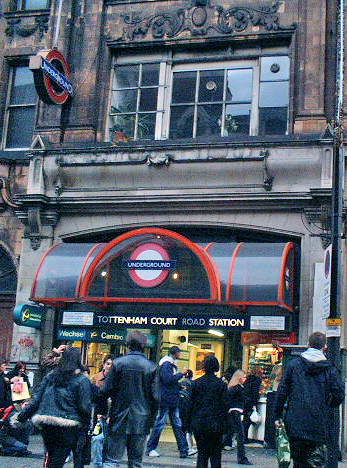
Metrostation Tottenham Court Road

Tottenham Court Road is een straat in het centrum van Londen. Van St Giles' Circus, de kruising van Oxford Street met Charing Cross Road, loopt hij in noordelijke richting naar Euston Road, nabij de grens van Westminster.
De straat heeft eenrichtingsverkeer met drie rijstroken in noordelijke richting. Het is een belangrijke winkelstraat in de B-categorie, met veel goedkope elektronicawinkels en meer naar het noorden meubelzaken, waaronder een vestiging van Habitat. Nabij het zuidelijke eind van de straat bevindt zich het British Museum.
De straat is met de metro te bereiken via de stations Tottenham Court Road, Goodge Street en Warren Street.

## In literatuur
De straat komt voor in Harry Potter en de Relieken van de Dood, The Woman in White, Mrs. Dalloway, Pygmalion, My Fair Lady, verschillende Sherlock Holmes-verhalen en Atonement.